# برزوویتس (وایوو)
برزوویتس (به صربی: Brezovice) یک روستا در صربستان است که در والیفو واقع شده‌است. برزوویتس ۵۰۶ نفر جمعیت دارد.